# Mela Dolok
Mela Dolok is een bestuurslaag in het regentschap Midden-Tapanuli van de provincie Noord-Sumatra, Indonesië. Mela Dolok telt 28 inwoners (volkstelling 2010).